# Lista siturilor arheologice din județul Sălaj - I
Lista siturilor arheologice din județul Sălaj - I conține toate siturile arheologice din județul Sălaj înscrise în Repertoriul Arheologic Național (RAN) și aflate în localități al căror nume începe cu litera I. RAN este administrat de Ministerul Culturii și Patrimoniului Național și cuprinde date științifice, cartografice, topografice, imagini și planuri, precum și orice alte informații privitoare la zonele cu potențial arheologic, studiate sau nu, încă existente sau dispărute.
Puteți căuta un sit din localitățile care încep cu litera I folosind formularul de mai jos sau puteți naviga prin toate siturile din județ la Lista siturilor arheologice din județul Sălaj.
| Cod RAN                                | Denumire | Localitate                  | Adresă                                                                 | Datare               | Descoperit | Coordonate                                    | Imagine           | Erori            |
| -------------------------------------- | --- | --------------------------- | ---------------------------------------------------------------------- | -------------------- | ---------- | --------------------------------------------- | ----------------- | ---------------- |
| 141599.01 (Cod LMI: SJ-I-s-B-04904)    | Așezarea din epoca bronzului de la Ileanda (Categorie: locuire civilă) (Tip: așezare)                                                                    | sat Ileanda, comuna Ileanda |                                                                        |                      |            |                                               | Încărcați imagine | Raportați eroare |
| 141599.01.01 (Cod LMI: SJ-I-s-B-04904) | Așezarea din epoca bronzului de la Ileanda / ansamblu anonim (Categorie: locuire civilă) (Tip: Așezare)                                                  | sat Ileanda, comuna Ileanda |                                                                        | Suciu de Sus         |            |                                               | Încărcați imagine | Raportați eroare |
| 141599.03.01 (Cod LMI: SJ-I-s-B-04903) | Turnul roman de la Ileanda - "La Căsoi" / ansamblu anonim (Categorie: fortificație) (Tip: Turn)                                                          | sat Ileanda, comuna Ileanda | La Căsoi                                                               | romană sec. II - III |            |                                               | Încărcați imagine | Raportați eroare |
| 141731.01.02 (Cod LMI: SJ-I-s-B-04905) | Așezarea eneolitică de la Ip - "Pincedomb" / ansamblu anonim (Categorie: locuire civilă) (Tip: Necropolă)                                                | sat Ip, comuna Ip           | Pincedomb                                                              | Tiszapolgár          |            |                                               | Încărcați imagine | Raportați eroare |
| 141731.01.01 (Cod LMI: SJ-I-s-B-04905) | Așezarea eneolitică de la Ip - "Pincedomb" / ansamblu anonim (Categorie: locuire civilă) (Tip: Așezare)                                                  | sat Ip, comuna Ip           | Pincedomb                                                              | Tiszapolgár          |            |                                               | Încărcați imagine | Raportați eroare |
| 141731.02.01                           | Așezarea eneolitică de la Ip / ansamblu anonim (Categorie: locuire civilă) (Tip: Așezare)                                                                | sat Ip, comuna Ip           | Casa Csepei, nr.477                                                    | Tiszapolgár          |            |                                               | Încărcați imagine | Raportați eroare |
| 142907.01                              | Situl preistoric de la Ilișua (Categorie: neprecizată) (Tip: neprecizat)                                                                                 | sat Ilișua, comuna Șărmășag |                                                                        |                      |            |                                               | Încărcați imagine | Raportați eroare |
| 141731.04.01                           | Situl arheologic de la Ip - "Din jos de fântână" / ansamblu anonim (Categorie: locuire) (Tip: Sit)                                                       | sat Ip, comuna Ip           | Din jos de fântână                                                     |                      |            | 47°13′00″N 22°35′00″E / 47.21667°N 22.58333°E | Încărcați imagine | Raportați eroare |
| 141731.04.02                           | Situl arheologic de la Ip - "Din jos de fântână" / ansamblu anonim (Categorie: locuire) (Tip: Sit)                                                       | sat Ip, comuna Ip           | Din jos de fântână                                                     | sec. VII-VIII        |            | 47°13′00″N 22°35′00″E / 47.21667°N 22.58333°E | Încărcați imagine | Raportați eroare |
| 141731.10.01                           | Locuirea neolitică de la Ip-La Concasoare (Autostrada Transilvania, tronson 3C, km. 0+000 - 0+150) / ansamblu anonim (Categorie: locuire) (Tip: Locuire) | sat Ip, comuna Ip           | La Concasoare (Autostrada Transilvania, tronson 3C, km. 0+000 - 0+150) |                      |            | 47°13′11″N 22°36′25″E / 47.21972°N 22.60695°E | Încărcați imagine | Raportați eroare |